# Décio Bazin
Décio Bazin (1931 - 2003) foi um jornalista econômico e investidor brasileiro. Colaborou com veículos de imprensa como o jornal Gazeta Mercantil, O Estado de São Paulo e a revista Balanço Financeiro. Bazin estudou Contabilidade na década de 1950 e trabalhou como operador em corretora de investimento pelo menos desde o começo dos anos 1960.
Em 1992, publicou a primeira edição do livro Faça fortuna com ações antes que seja tarde (CLA Editora). O volume combina vivências autobiográficas e a exposição de conceitos do mundo financeiro em linguagem didática, inclusive sua estratégia pessoal de investimento em dividendos. A obra é citada como bibliografia recomendada por investidores eminentes como Luiz Barsi e professores de cursos sobre mercado financeiro.